# 日本甜菜製糖芽室製糖所
日本甜菜製糖芽室製糖所（にっぽんてんさいせいとうめむろせいとうじょ）は、北海道河西郡芽室町にある日本甜菜製糖の工場。原料の処理能力が日本国内最大規模となる1日8,500トンあり、ビート糖（テンサイ）からグラニュー糖やラフィノースなどを生産している。

## 設備
- 工場本館[2]
- ビート洗浄室[2]
- キルン室[2]
- 砂糖倉庫[2]
- パルプ倉庫[2]
- 糖分測定センター[2]
- ビートビン[2]
- 排水沈殿池[2]
- 濃厚汁貯槽 (95,000 kl)[2]
- 重油貯槽 (5,000 kl)[2]
- シュガーサイロ (30,000 t)[2]

## 沿革
- 1970年（昭和45年）：芽室製糖工場完成[4]。
- 1977年（昭和52年）：帯広製糖所閉鎖し[5]、芽室製糖工場に統合（芽室製糖所と改称）[6]。
- 1989年（平成元年）：日本国内初となるシュガーサイロ完成[7][リンク切れ]。
- 1996年（平成08年）：ラフィノース生産開始[4]。
- 2007年（平成19年）：国道38号を挟んだ工場北側に「ビジネスセンター」完成[4][8]。
- 2012年（平成24年）：十勝鉄道による鉄道輸送終了[4][9]。
- 2014年（平成26年）：ビートパルプ蒸気乾燥設備稼働[4][10]。

## 参考資料
- “会社案内” (FLASH).  日本甜菜製糖. 2017年12月21日閲覧。